# 青山敏弘
青山 敏弘（あおやま としひろ、1986年2月22日 - ）は、岡山県倉敷市出身の元プロサッカー選手。現役時代のポジションはミッドフィールダー（MF）。元日本代表。
2015年のJリーグ最優秀選手賞受賞者。
2004年のプロデビュー以来、21年にわたりサンフレッチェ広島一筋でプレーしたバンディエラ。

## クラブ経歴

### プロ入り前
岡山県倉敷市の連島地区育ち。小学1年生の時、地元クラブチームの川鉄SSでサッカーを始める。強豪クラブチーム・ハジャスFCの1期生で、一つ下に田中秀哉がいる。
2001年に岡山県作陽高等学校に入学。同級生に池松秀明がいる。サッカー部では野村雅之から指導を受けた。2年生の2002年からボランチでレギュラー、2003年にはチームの中心選手となり活躍。同年7月に特別指定選手としてサンフレッチェ広島に登録された。

### サンフレッチェ広島
2004年、サンフレッチェ広島に入団。同期に吉弘充志や田村祐基がいる。4月、ナビスコカップ第2節・横浜F・マリノス戦において若手中心のメンバー編成となり、右ウイングバックとして公式戦デビュー、同試合でミドルシュートでプロ初ゴールを決めている。それ以降はなかなか出場機会が与えられずベンチ入りすらできなかった。2年目の2005年5月22日、サテライトリーグ・ヴィッセル神戸戦にて左膝前十字靭帯を断裂、シーズンを棒に振った。
2006年6月、ミハイロ・ペトロヴィッチが監督に就任したことが転機となる。ペトロヴィッチは、青山を1ボランチに起用、自身初戦となるJ1第13節・名古屋グランパスエイト戦において先発メンバーに抜擢、以降信用し起用し続けた。8月26日の鹿島アントラーズ戦でJリーグ戦初ゴールを決めた。
2008年、森崎和幸との2ボランチが安定、広島のJ1昇格に貢献したが、北京オリンピック本大会には出場が叶わなかった。2009年も引き続き主力として活躍しリーグ4位に貢献したが、11月に左膝内側半月板の縫合手術を行い、2010年序盤を欠場した。
2012年、広島のJ1初優勝に貢献し、自身初のJリーグベストイレブンに選出された。5月12日、第11節横浜Fマリノス戦で決めたミドルシュートはJリーグ30周年ベストゴールのボミドル/ロングシュート部門にノミネートされた。11月24日、第33節のセレッソ大阪ではチーム2点目のゴールを奪い、これが決勝点となってチームは優勝を決めた。
2013年、東アジアカップのメンバーとして日本代表に初選出され、7月21日の中国戦で代表初出場を果たした。広島はJ1リーグ連覇を達成、2年連続でベストイレブンに選出された。
2014年、佐藤寿人に変わってキャプテンに就任。2015年はシーズン終盤まで本調子ではないコンディションであったが、累積警告による出場停止を除くリーグ戦33試合に出場（内32試合でフル出場）。シーズン1位で迎えたJリーグチャンピオンシップ決勝・ガンバ大阪戦では、第1戦では2得点に絡み、第2戦では守備でG大阪の攻勢を許さずチーム・自身ともに3度目となるリーグ制覇に貢献した。シーズン終了後、Jリーグアウォーズにて最優秀選手賞（MVP）に選出された。この年の6月27日1stステージ第17節・サガン鳥栖戦のゴールはJリーグ30周年ベストゴールのボレー/オーバーヘッド部門にノミネートされた。
2017年8月26日の第24節・大宮アルディージャ戦で、史上96人目となるJ1通算300試合出場を達成。
2020年7月22日のJ1第6節・ガンバ大阪戦でJリーグ通算400試合出場を達成。
2021年5月8日のJ1第13節・サガン鳥栖戦で史上26人目、クラブとしては森崎和幸に次いで2人目のJ1通算400試合出場を達成した。
2022年にミヒャエル・スキッベが監督に就任すると大幅に出場機会を減らした。7月10日のJ1第21節・湘南ベルマーレ戦で森崎和幸が記録するクラブのJ1出場最多試合記録430を更新する431試合出場を果たした。
2024年10月20日、今シーズン限りで現役を引退することを発表した。引退を決めたことから、ホーム公式戦としては最後の試合となった、AFCチャンピオンズリーグ2の1次リーグ第6節・東方足球隊戦に先発出場。1点ビハインドの中、前半36分に同点弾を決めてホームでのラストを飾った。リーグ最終節のガンバ大阪戦ではベンチ入りしたものの出場はなかったことから、この試合が現役最後の試合となった。
引退を記念して、2002年に行われ、ゴールが誤審で認められなかった、全国高校サッカー選手権岡山県予選決勝と同カードとなる、作陽高校対水島工高でのOB戦が開催され、出場した。

## 代表経歴
2007年には北京オリンピックアジア予選メンバーに選ばれ最終予選対サウジアラビア戦ではMVP級の活躍をし同試合での予選突破に貢献するものの、同試合で右第二趾中節骨中枢を剥離骨折してしまい、リーグ終盤および入れ替え戦を欠場、結果広島はJ2へ降格した。
2011年8月、サッカー日本代表候補として代表合宿に初招集された。
2014年5月、2014 FIFAワールドカップの日本代表メンバーに選出された。本大会ではグループリーグ第3戦コロンビア代表戦のみ出場、スタメンで起用されたが途中交代に終わった。
2015年3月31日、JALチャレンジカップ対ウズベキスタン戦にフル出場し、前半6分に自身A代表初得点となる先制点を挙げた。
2018年5月、2018 FIFAワールドカップに向けた最終候補の一人として、ガーナ代表戦のメンバーに選出されたが、右膝の怪我により辞退、2大会連続のワールドカップ出場を逃した。同年8月に広島でも指揮を執った森保一体制の初陣のメンバーに選出され、9月11日のキリンチャレンジカップ対コスタリカ戦ではキャプテンとして出場した。
2019年1月、AFCアジアカップ2019のメンバーに選出され、グループリーグ第3戦のウズベキスタン戦でキャプテンマークを巻いてフル出場した。しかし、大会途中に怪我のため途中離脱となった。

## 人物
プレースタイル
主にボランチとしてプレーする。運動量豊富で危機察知能力に優れ、献身的な守備でピンチの芽を摘む。攻守の切り替えも早く、思い切りのいい判断から繰り出される正確なロングフィードですぐさま攻撃を組み立てることもできる。また、右アウトサイドでもプレーできる。ミハイロ・ペトロヴィッチからは「エンジン」と評されていた。
佐藤寿人のゴールを多くお膳立てするなど、佐藤とは良いプレーの相性を見せ、佐藤は最高のパートナーであったと評していた。
2012年5月12日の第11節・横浜F・マリノス戦では、約63mのロングシュートを決めている。
幻のゴール

2002年11月10日、全国高等学校サッカー選手権大会岡山県予選決勝・岡山県立水島工業高等学校戦で、Vゴールとなるはずのシュートを放ったが、最終的にノーゴールと判定された選手が青山である。
交友関係
フィギュアスケート選手の髙橋大輔（関西大学大学院）とは倉敷市連島保育園・倉敷市立連島西浦小学校・倉敷市立連島中学校時代の同級生かつ幼馴染で「青ちゃん」「大ちゃん」と呼び合う仲である。

## 所属クラブ
- 1992年 - 1997年 川鉄SS
- 1998年 - 2000年 ハジャスFC
- 2000年 - 2003年 岡山県作陽高等学校
  - 2003年 サンフレッチェ広島（特別指定選手）
- 2004年 - 2024年  サンフレッチェ広島

## 個人成績
| 国内大会個人成績 | 国内大会個人成績 | 国内大会個人成績 | 国内大会個人成績 | 国内大会個人成績 | 国内大会個人成績 | 国内大会個人成績 | 国内大会個人成績 | 国内大会個人成績 | 国内大会個人成績 | 国内大会個人成績 | 国内大会個人成績 |
| 年度             | クラブ           | 背番号           | リーグ           | リーグ戦         | リーグ戦         | リーグ杯         | リーグ杯         | オープン杯       | オープン杯       | 期間通算         | 期間通算         |
| 年度             | クラブ           | 背番号           | リーグ           | 出場             | 得点             | 出場             | 得点             | 出場             | 得点             | 出場             | 得点             |
| 日本             | 日本             | 日本             | 日本             | リーグ戦         | リーグ戦         | リーグ杯         | リーグ杯         | 天皇杯           | 天皇杯           | 期間通算         | 期間通算         |
| ---------------- | ---------------- | ---------------- | ---------------- | ---------------- | ---------------- | ---------------- | ---------------- | ---------------- | ---------------- | ---------------- | ---------------- |
| 2004             | 広島             | 30               | J1               | 0                | 0                | 1                | 1                | 0                | 0                | 1                | 1                |
| 2005             | 広島             | 23               | J1               | 0                | 0                | 0                | 0                | 0                | 0                | 0                | 0                |
| 2006             | 広島             | 23               | J1               | 19               | 1                | 1                | 0                | 1                | 1                | 21               | 2                |
| 2007             | 広島             | 6                | J1               | 28               | 0                | 6                | 0                | 1                | 1                | 35               | 1                |
| 2008             | 広島             | 6                | J2               | 36               | 4                | -                | -                | 4                | 1                | 40               | 5                |
| 2009             | 広島             | 6                | J1               | 29               | 3                | 5                | 1                | 0                | 0                | 34               | 4                |
| 2010             | 広島             | 6                | J1               | 23               | 0                | 5                | 0                | 1                | 0                | 29               | 0                |
| 2011             | 広島             | 6                | J1               | 27               | 2                | 1                | 0                | 2                | 0                | 30               | 2                |
| 2012             | 広島             | 6                | J1               | 34               | 2                | 4                | 0                | 0                | 0                | 38               | 2                |
| 2013             | 広島             | 6                | J1               | 33               | 3                | 2                | 0                | 4                | 0                | 39               | 3                |
| 2014             | 広島             | 6                | J1               | 25               | 1                | 5                | 0                | 1                | 0                | 31               | 1                |
| 2015             | 広島             | 6                | J1               | 33               | 3                | 2                | 0                | 3                | 1                | 38               | 4                |
| 2016             | 広島             | 6                | J1               | 28               | 2                | 2                | 0                | 2                | 1                | 32               | 3                |
| 2017             | 広島             | 6                | J1               | 31               | 0                | 5                | 0                | 1                | 0                | 37               | 0                |
| 2018             | 広島             | 6                | J1               | 34               | 1                | 0                | 0                | 2                | 0                | 36               | 1                |
| 2019             | 広島             | 6                | J1               | 14               | 0                | 2                | 0                | 3                | 0                | 19               | 0                |
| 2020             | 広島             | 6                | J1               | 31               | 1                | 1                | 0                | -                | -                | 32               | 1                |
| 2021             | 広島             | 6                | J1               | 32               | 1                | 1                | 0                | 0                | 0                | 33               | 1                |
| 2022             | 広島             | 6                | J1               | 15               | 0                | 8                | 0                | 2                | 0                | 25               | 0                |
| 2023             | 広島             | 6                | J1               | 5                | 0                | 2                | 0                | 1                | 0                | 8                | 0                |
| 2024             | 広島             | 6                | J1               | 3                | 0                | 1                | 0                | 2                | 1                | 6                | 1                |
| 通算             | 日本             | 日本             | J1               | 444              | 20               | 54               | 2                | 26               | 5                | 524              | 27               |
| 通算             | 日本             | 日本             | J2               | 36               | 4                | -                | -                | 4                | 1                | 40               | 5                |
| 総通算           | 総通算           | 総通算           | 総通算           | 480              | 24               | 54               | 2                | 30               | 6                | 564              | 32               |

- 2003年は特別指定選手としての試合出場はなし

その他の公式戦
- 2008年
  - XEROX SUPER CUP 1試合0得点
- 2013年
  - XEROX SUPER CUP 1試合0得点
- 2014年
  - XEROX SUPER CUP 1試合0得点
- 2015年
  - Jリーグチャンピオンシップ 2試合0得点
- 2016年
  - XEROX SUPER CUP 1試合0得点

| 国際大会個人成績 | 国際大会個人成績 | 国際大会個人成績 | 国際大会個人成績 | 国際大会個人成績 | FIFA      | FIFA      |
| 年度             | クラブ           | 背番号           | 出場             | 得点             | 出場      | 得点      |
| AFC              | AFC              | AFC              | ACL              | ACL              | クラブW杯 | クラブW杯 |
| ---------------- | ---------------- | ---------------- | ---------------- | ---------------- | --------- | --------- |
| 2010             | 広島             | 6                | 0                | 0                | -         | -         |
| 2012             | 広島             | 6                | -                | -                | 3         | 1         |
| 2013             | 広島             | 6                | 3                | 0                | -         | -         |
| 2014             | 広島             | 6                | 8                | 0                | -         | -         |
| 2015             | 広島             | 6                | -                | -                | 4         | 0         |
| 2016             | 広島             | 6                | 4                | 0                | -         | -         |
| 2019             | 広島             | 6                | 0                | 0                | -         | -         |
| 2024-25          | 広島             | 6                | 3                | 1                | -         | -         |
| 通算             | AFC              | AFC              | 18               | 1                | 7         | 1         |

## タイトル

### クラブ
サンフレッチェ広島
- J1リーグ：3回（2012年、2013年、2015年）
- Jリーグカップ:1回（2022年）
- J2リーグ：1回（2008年）
- ゼロックススーパーカップ：4回（2008年、2013年、2014年、2016年）

### 個人
- JリーグMVP：1回（2015年）
- Jリーグベストイレブン：3回（2012年、2013年、2015年）
- JリーグチャンピオンシップMVP：1回（2015年）
- J1最優秀ゴール賞：1回（2015年）
- Jリーグ・優秀選手賞：2回（2015年、2018年）

## 出場歴

### 高校・クラブチーム
高校
- 国民体育大会岡山県代表（2003年・3位）
- 全国高等学校サッカー選手権大会（2001年・ベスト8、2003年）
- 全国高等学校総合体育大会サッカー競技大会（2003年）

クラブチーム
- 公式戦初出場：2004年4月29日 ナビスコカップ第2節・横浜F・マリノス戦（横浜国際総合競技場）
  - 先発1得点（31分）。45分に駒野友一と交代
- Jリーグ初出場：2006年7月19日 J1第13節・名古屋グランパスエイト戦（名古屋市瑞穂公園陸上競技場）
  - 初先発フル出場
- Jリーグ初得点：2006年8月26日 J1第20節・鹿島アントラーズ戦（茨城県立カシマサッカースタジアム）
  - 先発フル出場・1得点（49分）

## 代表歴

### 出場大会
- U-18日本代表
  - 仙台カップ国際ユースサッカー大会（2004年）※注：ケガのため辞退
- U-21日本代表
  - ドーハアジア大会（2006年）
- U-22日本代表
  - 北京オリンピックサッカーアジア予選（2007年）
- 日本代表
  - 東アジアカップ2013（2013年）
  - 2014 FIFAワールドカップ（2014年）
  - キリンチャレンジカップ（2015年）
  - キリンチャレンジカップ（2018年）
  - AFCアジアカップ2019（2019年）

### 試合数
- 国際Aマッチ 12試合 1得点（2013年 - 2019年）

| 日本代表 | 国際Aマッチ | 国際Aマッチ |
| 年       | 出場        | 得点        |
| -------- | ----------- | ----------- |
| 2013     | 3           | 0           |
| 2014     | 4           | 0           |
| 2015     | 1           | 1           |
| 2018     | 3           | 0           |
| 2019     | 1           | 0           |
| 通算     | 12          | 1           |

### 出場
| No. | 開催日         | 開催都市 | スタジアム                         | 対戦国           | 結果 | 監督           | 大会                       |
| --- | -------------- | -------- | ---------------------------------- | ---------------- | ---- | -------------- | -------------------------- |
| 1.  | 2013年7月21日  | ソウル   | ソウルワールドカップ競技場         | 中国             | △3-3 | ザッケローニ   | 東アジアカップ2013         |
| 2.  | 2013年7月28日  | ソウル   | ソウルオリンピック主競技場         | 韓国             | ○2-1 | ザッケローニ   | 東アジアカップ2013         |
| 3.  | 2013年9月6日   | 大阪     | 長居陸上競技場                     | グアテマラ       | ○3-0 | ザッケローニ   | キリンチャレンジカップ2013 |
| 4.  | 2014年3月5日   | 新宿     | 国立霞ヶ丘競技場陸上競技場         | ニュージーランド | ○4-2 | ザッケローニ   | キリンチャレンジカップ2014 |
| 5.  | 2014年6月2日   | タンパ   | レイモンド・ジェームス・スタジアム | コスタリカ       | ○3-1 | ザッケローニ   | 国際親善試合               |
| 6.  | 2014年6月6日   | タンパ   | レイモンド・ジェームス・スタジアム | ザンビア         | ○4-3 | ザッケローニ   | 国際親善試合               |
| 7.  | 2014年6月24日  | クイアバ | アレーナ・パンタナール             | コロンビア       | ●1-4 | ザッケローニ   | 2014 FIFAワールドカップ    |
| 8.  | 2015年3月31日  | 調布     | 味の素スタジアム                   | ウズベキスタン   | ○5-1 | ハリルホジッチ | JALチャレンジカップ2015    |
| 9.  | 2018年9月11日  | 大阪     | パナソニックスタジアム吹田         | コスタリカ       | ○3-0 | 森保一         | キリンチャレンジカップ2018 |
| 10. | 2018年10月12日 | 新潟     | デンカビックスワンスタジアム       | パナマ           | ○3-0 | 森保一         | キリンチャレンジカップ2018 |
| 11. | 2018年10月16日 | さいたま | 埼玉スタジアム2002                 | ウルグアイ       | ○4-3 | 森保一         | キリンチャレンジカップ2018 |
| 12. | 2019年1月17日  | アブダビ | ハリーファ国際スタジアム           | ウズベキスタン   | ○2-1 | 森保一         | AFCアジアカップ2019        |

### ゴール
| No. | 開催日        | 開催都市 | スタジアム       | 対戦国         | 結果 | 大会                    |
| --- | ------------- | -------- | ---------------- | -------------- | ---- | ----------------------- |
| 1.  | 2015年3月31日 | 調布     | 味の素スタジアム | ウズベキスタン | ○5-1 | JALチャレンジカップ2015 |